# 2024年の宝塚歌劇公演一覧
本項目では2024年の宝塚歌劇公演一覧について示す。

## 宝塚大劇場公演

### 星組
- 1月5日 - 2月4日
  - 『RRR × TAKA"R"AZUKA ～√Bheem～（アールアールアール バイ タカラヅカ ～ルートビーム～）』Based on SS Rajamouli’s ‘RRR’.（脚本・演出／谷貴矢）
  - 『VIOLETOPIA（ヴィオレトピア）』（作・演出／指田珠子）
  - 公演案内

### 花組
- 2月10日 - 3月24日
  - 『アルカンシェル』～パリに架かる虹～（作・演出／小池修一郎）
  - 公演案内

### 月組
- 3月30日 - 5月12日
  - 『Eternal Voice 消え残る想い』（作・演出／正塚晴彦）
  - 『Grande TAKARAZUKA 110!』（作・演出／中村一徳）
  - 公演案内

### 宙組
- 6月20日 - 30日
  - 宙組特別公演『Le Grand Escalier　－ル・グラン・エスカリエ－』[1]

### 雪組
- 7月6日 - 8月11日
  - 『ベルサイユのばら』-フェルゼン編-（脚本・演出／植田紳爾、演出／谷正純）
  - 公演案内

### 星組
- 8月17日 - 9月22日
  - 『記憶にございません!』（原作／映画「記憶にございません！」、映画脚本・監督／三谷幸喜、潤色・上演台本・演出／石田昌也）
  - 『Tiara Azul －Destino－（ティアラ・アスール　ディスティーノ）』（作・演出／竹田悠一郎）
  - 公演案内

### 花組
- 9月28日[2] - 11月10日
  - 『エンジェリックライ』（作・演出／谷貴矢）
  - 『Jubilee（ジュビリー）』（作・演出／稲葉太地）
  - 公演案内

### 月組
- 11月16日 - 12月25日
  - 『ゴールデン・リバティ』（作・演出／大野拓史）
  - 『PHOENIX RISING（フェニックス・ライジング）』－IN THE MOONLIGHT－（作・演出／野口幸作）
  - 公演案内

## 東京公演

### 雪組
- 1月3日 - 2月11日
  - 『ボイルド・ドイル・オンザ・トイル・トレイル』－Boiled Doyle on the Toil Trail－（作・演出／生田大和）
  - 『FROZEN HOLIDAY（フローズン・ホリデイ）』－Snow Troupe 100th Anniversary－（作・演出／野口幸作）
  - 公演案内

### 星組
- 2月23日 - 4月6日
  - 『RRR × TAKA"R"AZUKA ～√Bheem～（アールアールアール バイ タカラヅカ ～ルートビーム～）』Based on SS Rajamouli’s ‘RRR’.（脚本・演出／谷貴矢）
  - 『VIOLETOPIA（ヴィオレトピア）』（作・演出／指田珠子）
  - 公演案内

### 花組
- 4月14日 - 5月26日
  - 『アルカンシェル』～パリに架かる虹～（作・演出／小池修一郎）
  - 公演案内

### 月組
- 6月1日 - 7月7日
  - 『Eternal Voice 消え残る想い』（作・演出／正塚晴彦）
  - 『Grande TAKARAZUKA 110!』（作・演出／中村一徳）
  - 公演案内

### 宙組
- 7月20日 - 8月25日
  - 宙組特別公演『Le Grand Escalier　－ル・グラン・エスカリエ－』[1]

### 雪組
- 8月31日 - 10月13日
  - 『ベルサイユのばら』-フェルゼン編-（脚本・演出／植田紳爾、演出／谷正純）
  - 公演案内

### 星組
- 10月19日 - 12月1日
  - 『記憶にございません！』（原作／映画「記憶にございません！」、映画脚本・監督／三谷幸喜、潤色・上演台本・演出／石田昌也）
  - 『Tiara Azul －Destino－（ティアラ・アスール　ディスティーノ）』（作・演出／竹田悠一郎）
  - 公演案内

### 花組
- 12月7日 - 2025年1月19日
  - 『エンジェリックライ』（作・演出／谷貴矢）
  - 『Jubilee（ジュビリー）』（作・演出／稲葉太地）
  - 公演案内

## 宝塚バウホール公演

### 月組
- 1月24日 - 2月4日
  - 『Golden Dead Schiele』（作・演出／熊倉飛鳥）
  - 公演案内

### 雪組
- 4月24日 - 5月5日
  - 『39 Steps』（原作／ジョン・バカン「三十九階段」、脚本・演出／田渕大輔）
  - 公演案内

### 月組
- 9月14日 - 9月19日
  - 『BLUFF（ブラフ）』－復讐のシナリオ－（作・演出／正塚晴彦）
  - 公演案内

### 宙組
- 10月12日[3] - 10月27日
  - 『MY BLUE HEAVEN －わたしのあおぞら－』（作・演出／齋藤吉正）
  - 公演案内

## その他の公演

### 月組
- 1月17日 - 1月31日 梅田芸術劇場メインホール
  - 『G.O.A.T』～Greatest Of All Time～（監修・演出／石田昌也、構成・演出・振付／三井聡）
  - 公演案内

### 雪組
- 4月12日 - 5月6日 全国ツアー
  - 『仮面のロマネスク』～ラクロ作「危険な関係」より～（脚本／柴田侑宏、演出／中村暁）
  - 『Gato Bonito!!』～ガート・ボニート、美しい猫のような男～（作・演出／藤井大介）
  - 公演案内

| 公演日  | 公演場所                  |
| 4月12日 | 梅田芸術劇場メインホール  |
| 4月13日 | 梅田芸術劇場メインホール  |
| 4月14日 | 梅田芸術劇場メインホール  |
| 4月15日 | 梅田芸術劇場メインホール  |
| 4月18日 | 磐田市民文化会館 かたりあ |
| 4月20日 | 静岡市民文化会館          |
| 4月21日 | 静岡市民文化会館          |
| 4月23日 | ホクト文化ホール          |
| 4月25日 | 新潟県民会館              |
| 4月27日 | ウェスタ川越              |
| 4月28日 | ウェスタ川越              |
| 4月29日 | ウェスタ川越              |
| 5月1日  | 豊田市民文化会館          |
| 5月2日  | 不二羽島文化センター      |
| 5月4日  | 愛知県芸術劇場大ホール    |
| 5月5日  | 愛知県芸術劇場大ホール    |
| 5月6日  | 愛知県芸術劇場大ホール    |

- 4月15日 - 4月21日 相模女子大学グリーンホール
- 5月4日 - 5月8日 NHK大阪ホール
  - 『ALL BY MYSELF』（作・演出／野口幸作）
  - 公演案内

### 星組
- 5月30日 - 6月16日
  - 『BIG FISH』
- 6月3日[4] - 6月8日 梅田芸術劇場シアター・ドラマシティ
- 6月14日 - 6月20日 東京建物Brillia HALL
  - 『夜明けの光芒』

### 花組
- 7月16日 - 8月1日 御園座
  - 『ドン・ジュアン』
  - 公演案内
- 7月17日 - 7月24日 日本青年館ホール
- 7月30日 - 8月1日 梅田芸術劇場シアター・ドラマシティ
  - 『Liefie（リーフィー）－愛しい人－』（作・演出／生駒怜子）
  - 公演案内

### 月組
- 8月22日[5] - 9月16日 全国ツアー
  - 『琥珀色の雨にぬれて』（作／柴田侑宏、演出／樫畑亜依子）
  - 『Grande TAKARAZUKA 110!』（作・演出／中村一徳）
  - 公演案内
- 8月30日 - 9月8日 東京芸術劇場プレイハウス
  - 『BLUFF（ブラフ）』－復讐のシナリオ－（作・演出／正塚晴彦）
  - 公演案内

### 宙組
- 10月22日 - 11月4日 全国ツアー
  - 『大海賊』－復讐のカリブ海－（作・演出／中村暁）
  - 『Heat on Beat!（ヒートオンビート） －Evolution－』（作・演出／三木章雄）
  - 公演案内

### 雪組
- 11月30日 - 12月15日 東京建物 Brillia HALL（豊島区立芸術文化劇場）
- 12月22日[6] - 12月28日 梅田芸術劇場メインホール
  - 『愛の不時着』（潤色・演出／中村一徳）
  - 公演案内
- 12月2日[7] - 12月11日 梅田芸術劇場シアター・ドラマシティ
  - 『FORMOSA!!（フォルモサ）』－空想世界の歩き方－（作・演出／熊倉飛鳥）
  - 公演案内